# هکتور سانچز (بازیکن فوتبال، زاده ۱۹۸۵)
هکتور سانچز (انگلیسی: Héctor Sánchez؛ زادهٔ ۳۱ مارس ۱۹۸۵) بازیکن فوتبال اهل اسپانیا است.
از باشگاه‌هایی که در آن بازی کرده‌است می‌توان به باشگاه ورزشی تنریف و باشگاه فوتبال ویدتون اشاره کرد.